# سئوبوک-گو
سئوبوک-گو (به لاتین: Seobuk-gu) یک منطقهٔ مسکونی در کره جنوبی است که در چئونان واقع شده‌است. سئوبوک-گو ۱۹۷٫۷۳ کیلومتر مربع مساحت و ۳۲۶٬۲۶۰ نفر جمعیت دارد.